# 吹箭

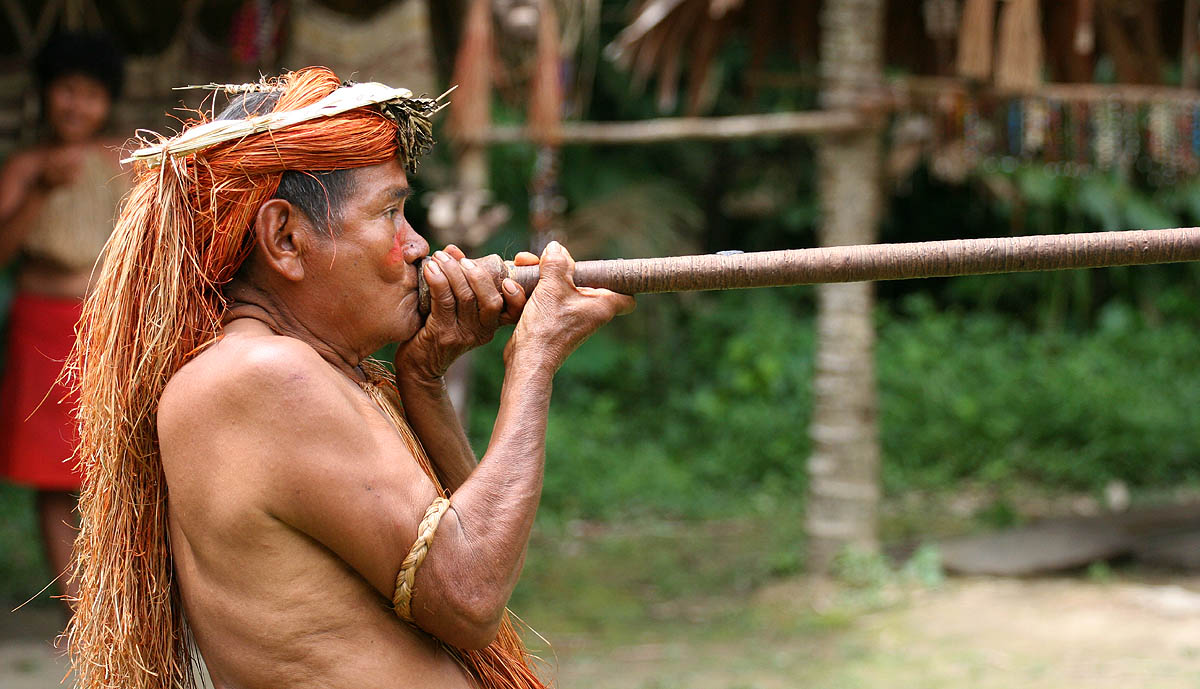
秘鲁原住民使用吹箭

吹箭是一种管状武器，通过呼气的力量将管中的箭吹出而达到攻击效果。中國古代歸類於暗器的一種，稱為吹箭筒。有時在彈藥上毒液，效果更大。
吹箭是中南美洲热带雨林地区的许多美洲原住民部落常用的狩猎工具。另外，在日本的忍术中，吹箭（日语：吹き矢）也有应用。